# Camões e as Tágides (Columbano)
Camões e as Tágides é uma pintura a óleo sobre tela de 1894 do artista português da época do Realismo Columbano Bordalo Pinheiro (1857-1929), obra que está atualmente no Museu Grão Vasco, em Viseu.
A composição como o seu título indica representa o fantástico encontro entre Luís de Camões e as Tágides a quem ele, seguindo os mestres da antiguidade, pediu inspiração na escrita de Os Lusíadas logo no início do poema épico, nas estrofes 4 e 5 do Canto I.

## Descrição
A figura de Camões destaca-se ligeiramente à direita do grupo das Tágides, sentado sobre um rochedo, usando barba de acordo com os seus mais antigos retratos, de gibão negro e manto castanho, estendendo a mão direita e dirigindo o olhar para três Tágides, que se colocam do lado esquerdo. As Tágides apresentam-se nuas, sentadas na areia, com o cabelo apanhado e conversando com o poeta. A cena conta ainda com uma outra Tágide do lado esquerdo, quase esfumada na neblina que se evapora das águas do Tejo, e do lado oposto, um pouco mais distante, vislumbra-se  ao longe a Torre de Belém.
A figura do poeta, envolto num manto escuro e sentado num rochedo da praia, contrasta com a das Tágides inspiradoras, de corpos alvos e bem modulados. Os seus rostos, muito concretizados e quase familiares, opõem-se às formas dos elementos da natureza, difusos e representados em mancha.
A composição é definida por uma diagonal, sublinhada pela posição da ninfa deitada em primeiro plano, prolongando-se pelo braço direito do poeta e seguindo pela zona escura entre as nuvens. A diagonal como que separa uma zona mais iluminada de outra em tons mais escuros. O olhar de duas das ninfas e a posição da perna esquerda do poeta indicam a mão de Camões como o centro da tela. Uma outra ninfa parece escutar algo (o vento, o rumor das águas, o próprio poeta?), enquanto uma quarta ninfa no meio das águas parece perscrutar o horizonte. As personagens agrupam-se num círculo central, fora do qual está de um lado uma ninfa e do outro, em contraponto, a Torre de Belém, definindo a linha do horizonte.
Existem estudos preparatórios desta pintura, ou das personagens que a compõem, no Museu Nacional de Arte Contemporânea do Chiado e na Casa-Museu Dr. Anastácio Gonçalves, em Lisboa.

## Apreciação
Segundo Almeida Coutinho, Camões e as Tágides é uma grande composição de estilo clássico, estando o assunto plasmado nas linhas convencionais de uma bela composição harmónica. As figuras das Tágides aparecem como que fazendo parte natural da própria vaga, são a sua espuma. O movimento dos dorsos e braços em cadência são, como a música em surdina, fundo do recitativo de Camões. O Artista, tendo necessidade de recorrer a modelo e por ser acentuadamente um visual, não pôde expandir livremente o seu lirismo e volta a ser o realista, observador rigoroso, que bastante se afasta do estudo inicial. Mas, ainda assim, a composição mantém uma elegância de linhas que a impõe como das melhores do Mestre. Em colecção particular de Lisboa, existem dois desenhos preparatórios desta composição, dando Columbano num deles, a lápis e de maior acabamento, largas ao seu lirismo de artista-poeta.

## História
A obra foi exposta pela primeira vez, em 1894, na Galeria da Livraria Gomes, ao Chiado (Lisboa), tendo em 1896 sido exposta na Exposição Internacional de Berlim. Pertenceu depois à Galeria de Francisco Costa Falcão e mais tarde vendida no leilão realizado no início de 1930 onde foi adquirida pelo pintor José Campas, que a vendeu, por sua vez, em Abril desse ano, ao Museu Grão Vasco, que tinha então como seu primeiro director Francisco Almeida Moreira, passando a obra a estar exposta desde 1931 neste Museu.

## AsTágidesemOs Lusíadas
As Tágides são as ninfas do rio Tejo (em latim, Tagus) a quem Luís de Camões pede inspiração para escrever Os Lusíadas. A invocação da ajuda da Tágides ocorre quase no início da obra, nas estrofes 4 e 5 do Canto I:
E vós, Tágides minhas, pois criado

Tendes em mim um novo engenho ardente,

Se sempre em verso humilde celebrado

Foi de mim vosso rio alegremente,

Dai-me agora um som alto e sublimado,

Um estilo grandíloquo e corrente,

Porque de vossas águas, Febo ordene

Que não tenham inveja às de Hipocrene. 
Dai-me uma fúria grande e sonorosa,

E não de agreste avena ou frauta ruda,

Mas de tuba canora e belicosa,

Que o peito acende e a cor ao gesto muda;

Dai-me igual canto aos feitos da famosa

Gente vossa, que a Marte tanto ajuda;

Que se espalhe e se cante no universo,

Se tão sublime preço cabe em verso.